# Cómbita
Cómbita es un municipio colombiano situado en la provincia del Centro, en el departamento de Boyacá. Según el censo de 2018, tiene una población de 12 970 habitantes.
Está situado sobre la Troncal Central del Norte a unos 8,5 km de la ciudad de Tunja, capital del departamento, de cuya área metropolitana hace parte.

## Toponimia
El topónimo Cómbita es una palabra que en muysc cubun (idioma muisca) significa, según el historiador Joaquín Acosta Ortegón, «fuerza de la cumbre». Según otras versiones, viene del idioma chibcha y significa «mano de tigre» o «llanto de vida».

## Historia

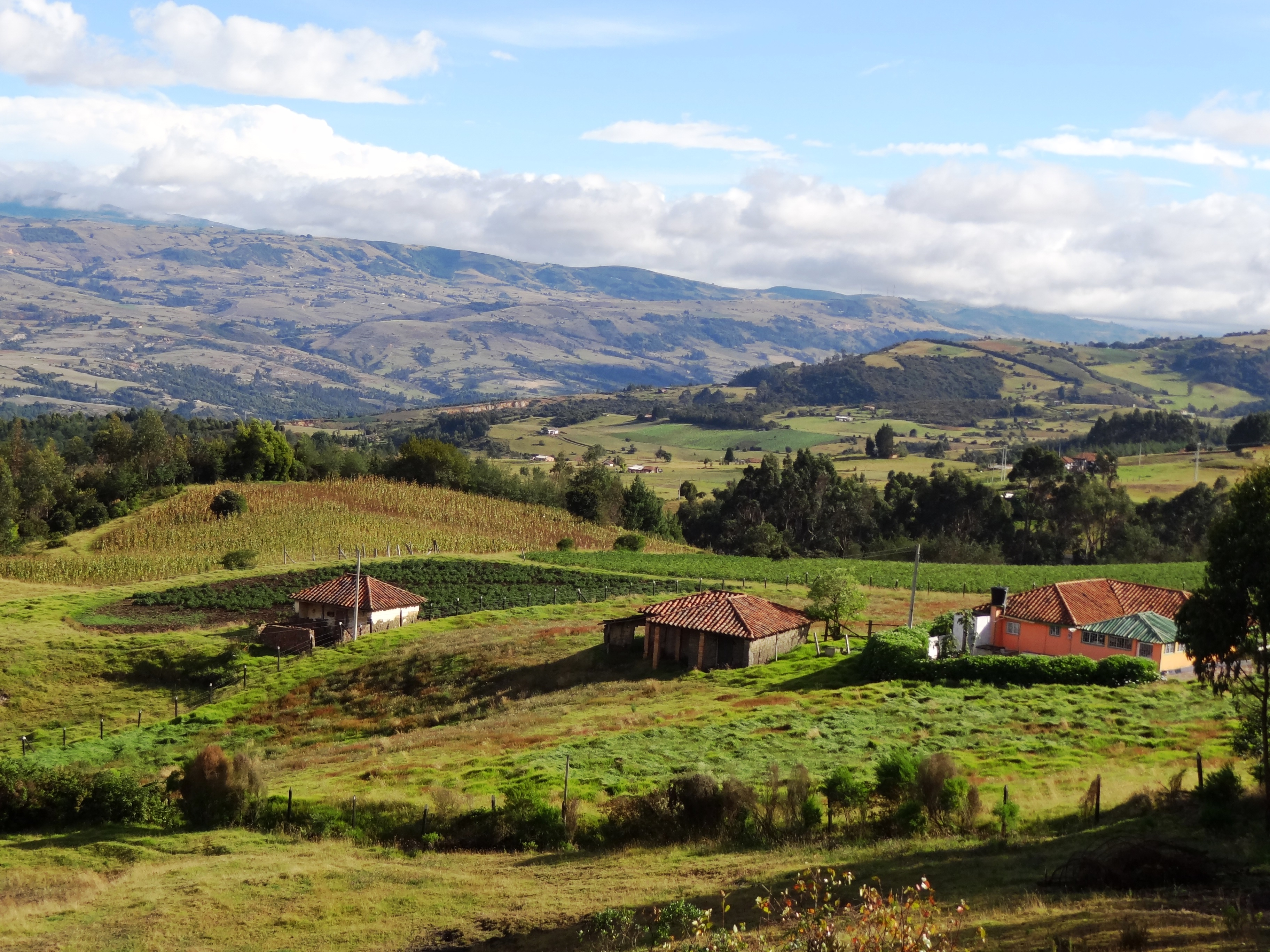
Vista del sector rural de Cómbita

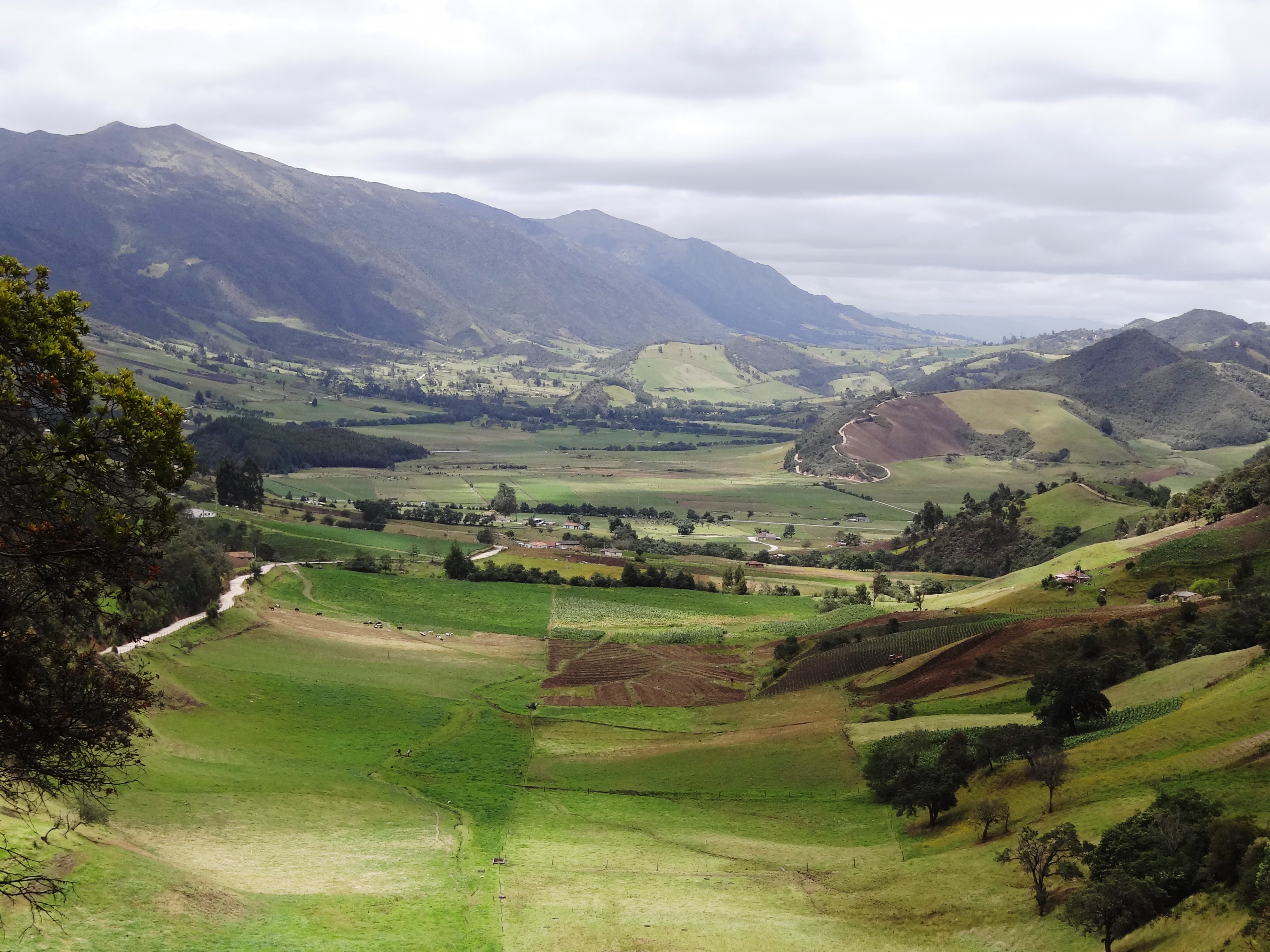
Inmediaciones del Santuario de Flora y Fauna de Iguaque, que incluye los municipios de Arcabuco (vereda Quirvaquira) y Cómbita (vereda Santa Bárbara)

En la época precolombina el territorio del actual municipio de Cómbita estuvo habitado por los muiscas tributarios del Zaque de Hunza (la actual Tunja). 
En 1586, se establecieron en el pueblo los Agustinos Recoletos, quienes administraron la doctrina de la población desde 1586 hasta 1764. En 1776, el arzobispo de Santafé de Bogotá, don Agustín Alvarado y Castillo, dictó un decreto para que se crearan nuevas parroquias «en donde quiera que las pidan los feligreses». Fue entonces cuando los habitantes de Cómbita solicitaron que su caserío fuera elevado a la categoría de parroquia.
En 1952 se inició la construcción de la iglesia parroquial de la Inmaculada Concepción de Cómbita, con estilo arquitectónico gótico francés, y su inauguración y consagración fue el 5 de julio de 1958.

## Límites
- Norte: Arcabuco y Gámbita Departamento de Santander
- Sur: Tunja y Oicatá.
- Oriente: Tuta y Sotaquirá.
- Occidente: Motavita y Tunja.

## Economía
Las principales actividades económicas del municipio son la agricultura, y la ganadería. Los productos agrícolas más importantes son la papa, la arveja, el maíz, el trigo y la cebada. En cuanto a la ganadería, el municipio se dedica principalmente a la explotación bovina.

## Atractivos turísticos
El principal atractivo turístico de la región es La Peña, un sitio ubicado en las montañas de la vereda Santa Bárbara. Este lugar se encuentra en una zona de páramo en el Altiplano Cundiboyacense. En este ecosistema existen varias especies de flora y fauna, así como lagunas.
Además, en La Peña se encuentra una captación de agua que abastece a uno de los acueductos más grandes del municipio. Esta fuente de agua es vital para la comunidad local y su funcionamiento es esencial para garantizar el suministro de agua potable.

## Festividades
- Semana Santa
- Reinado del Maíz

## Área metropolitana de Tunja
A partir de la Calle 80 el área metropolitana de la ciudad de Tunja se extiende al norte a lo largo de la Avenida Central del Norte hacia las veredas San Onofre, La Concepción y San Isidro del municipio de Cómbita. Se encuentran importantes instituciones de la zona industrial, el Instituto de Transportes de Boyacá ITBOY, la penitenciaría del Barne y la zona residencial El Lago.

## Servicios públicos
- Energía Eléctrica: Empresa de Energía de Boyacá (EBSA), es la empresa prestadora del servicio de energía eléctrica.
- Gas Natural: Vanti es la empresa distribuidora y comercializadora de gas natural en el municipio.